# Centrale nucléaire de Takahama
La centrale nucléaire de Takahama (高浜原子力発電所, Takahama genshiryoku hatsudensho) est exploitée par la compagnie électrique du Kansai (KEPCO).
Elle est située dans la Baie de Wakasu, à Takahama, un bourg de la préfecture de Fukui dans la région du Chūbu au Japon.

## Description
La centrale de Takahama est équipée de 4 réacteurs nucléaires en service :
- Takahama 1 : 826 MWe brut, REP 3 boucles, mis en service en novembre 1974[2].
- Takahama 2 : 826 MWe brut, REP 3 boucles, mis en service en novembre 1975.
- Takahama 3 : 870 MWe brut, REP 3 boucles, mis en service en janvier 1985, utilise du combustible MOX depuis janvier 2011[3].
- Takahama 4 : 870 MWe brut, REP 3 boucles, mis en service en juin 1985.

Le 1er réacteur a été construit par l'américain Westinghouse et les trois suivants par le japonais Mitsubishi Heavy Industries.

## Historique
En février 2000, le fournisseur anglais British Nuclear Fuels Limited (BNFL) est accusé de tromperie sur un chargement de combustible MOX destiné au réacteur n°4. À la suite de ce scandale, le Japon abandonne le MOX de Sellafield pour se tourner vers le fournisseur français Areva.
En août 2004, le réacteur n°4 de la centrale a été arrêté afin de procéder à des contrôles de sécurité.
À la mi-avril 2015, le redémarrage de la centrale est bloqué par la justice, et la Compagnie électrique Kansai fait appel. En mai 2015, un tribunal japonais rejette l'appel de l'opérateur.
En janvier 2016, la compagnie d'électricité japonaise Kansai Electric Power annonce avoir redémarré un de ses réacteurs.
Le 21 février 2016, une fuite d'eau de refroidissement (radioactive) s'est produite, provoquant l'arrêt des opérations de redémarrage du réacteur. Le 26 février 2016, le réacteur Takahama 2 est redémarré puis à nouveau arrêté le 29 février.
En mars 2016, les deux réacteurs sont à nouveau mis à l'arrêt sur décision de justice, car le juge estime que l’opérateur Kepco n’a pas démontré que la sûreté des habitants pouvait être assurée.
Le 20 janvier 2017, une grue de plus de 100 mètres de haut tombe sur le réacteur n°2 de la centrale. Il n'y a pas de blessé, mais le toit du bâtiment qui abrite les combustibles usés est endommagé.
La Haute Cour d'Osaka a levé, le 28 mars 2017, l'ordre d'arrêt des unités 3 et 4 de la centrale de Takahama émis en mars 2016 pour des raisons de sûreté.
Les réacteurs 3 et 4 sont redémarrés respectivement en juin et mai 2017.
Le réacteur n°1 est redémarré le 28 juillet 2023 après 12 ans d'arrêt.
Le réacteur n°2 est redémarré le 15 septembre 2023.

### Utilisation de combustible MOX
En 2016, deux des réacteurs de Takahama sont autorisés à utiliser du combustible MOX. Les groupes japonais Green Action, le centre d'information nucléaire des citoyens de Tokyo et l'association des citoyens d'Osaka contre les centrales nucléaires de Mihama, Ohi et Takahama contestent l'utilisation de ce combustible craignant qu'il puisse être détourné à des fins militaires.
En juillet 2017, un convoi de MOX quitte la France par le port de Cherbourg à destination du Japon pour alimenter la centrale nucléaire de Takahama.
En septembre 2021, un nouveau transport maritime de MOX produit à l'usine Mélox d'Orano quitte la France à destination du Japon.

### Scandale de corruption
En 2019, plusieurs directeurs de KEPCO ont admis avoir reçu de l'argent et des cadeaux d'une personnalité de Takahama en rapport avec la construction et le maintien des opérations de la centrale nucléaire.